# 발도대

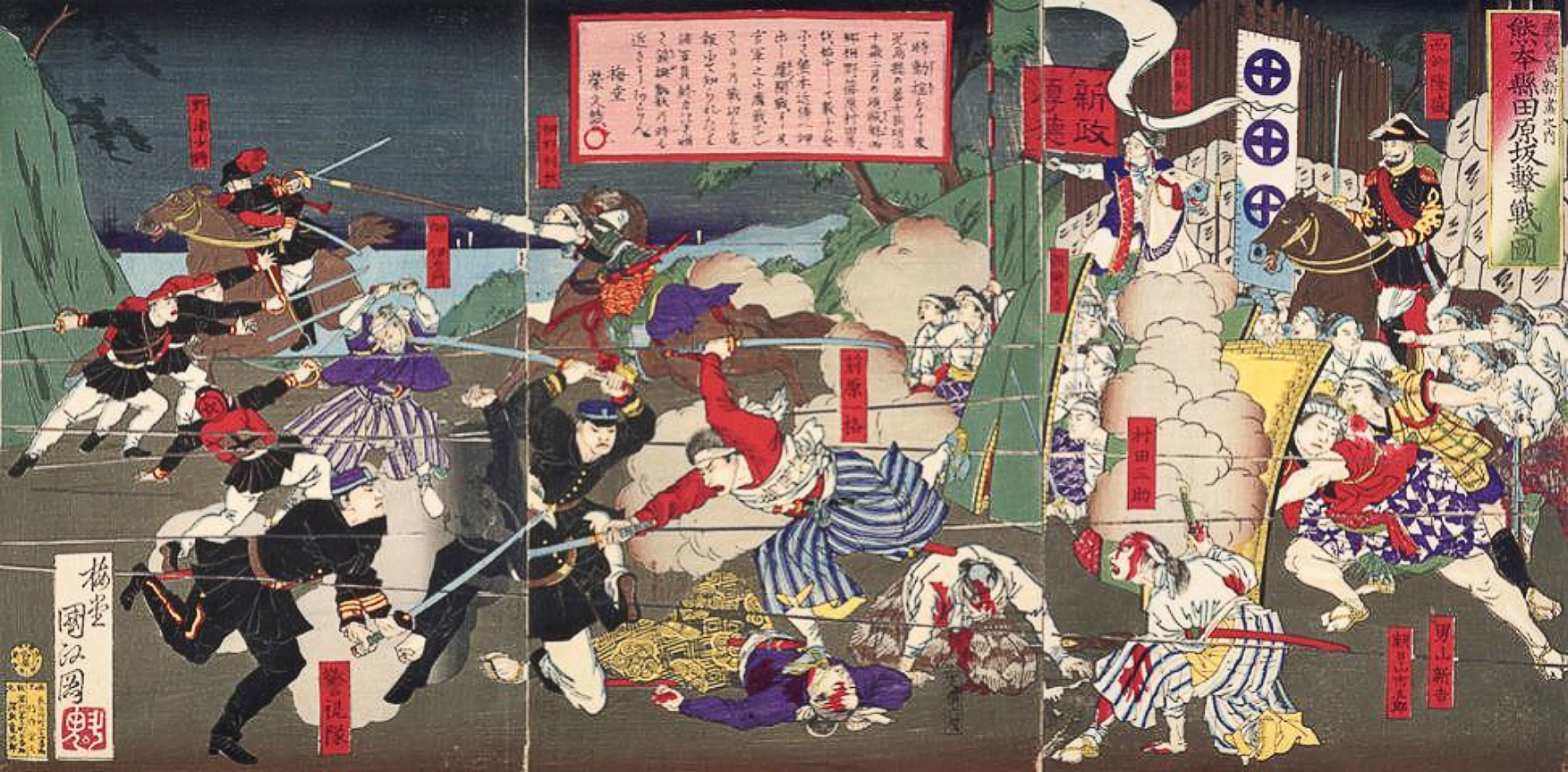
발도대를 그린 우키요에.

발도대(일본어: 抜刀隊 밧토타이[*])는 서남전쟁의 최대 격전이자 승패의 분수령이었던 다바루자카 전투에서, 가와지 도시요시가 인솔하는 경시대에서 조직된 별동제3여단에서 선발하여 임시 편성되어 투입된 백병전 부대다.
제1차 발도대는 우에키쿠치(植木口)경시대(354명) 중 110명을 뽑아 3월 11일 이후 편성. 3월 14일 이른 아침 후타마타 대지에서 제1차 발도 돌격을 감행하였다. 이후 전사자, 전상자 등 감원이 생길 때마다 보충하여 제2차, 제3차 발도대를 편성해서 요코하라산 등지에서도 전투했다. 이윽고 사이고 다카모리의 사쓰군에게서 다바루자카를 제압탈취하여 제국 육군(관군) 진군의 돌파구를 마련하였다.